# Jedit
Jedit（ジェイエディット）/ Jedit X（ジェイエディット・テン）/ Jedit Ω（ジェイエディット・オメガ）は、アートマン21が開発しているテキストエディタソフトウェア。Mac OS用テキスト編集ソフトの定番としてMac OS 7.x時代から続く歴史のあるソフトである。

## 概要
Classic Mac OS / macOS用のテキスト編集ソフトとして定番的な存在。アプリケーションの開発者やWebコーダー、作家、編集者まで利用者層は幅広い。
Classic Mac OS時代はJeditという名称で、バージョン1から4までが存在した。Jedit 4でカーボンアプリケーションとしてMac OS Xに対応。2001年3月にはCD-ROM付きの解説書『Jedit スーパーマニュアル オフィシャルガイド』がラトルズより販売。
Mac OS X専用としてCocoaで開発されたJedit Xからバージョンのナンバリングをリセットし、Jedit X 1.0としてリリースされた。Jedit Xからはプラグインがリリースされ、ユーザが好みに応じてプラグインを追加、削除することで多機能エディタとして活用できる。
利用者の声や不具合対応を積極的にサポートしているらしく、マイナーアップデートの頻度が著しい。しかし、マイナーバージョン番号のポリシーはとくにないようである。どのような改変・改良が行われたとしても必ず0.01ずつバージョンが上がるという特徴があるが、そのぶん、マイナーバージョンによる機能性の変化・違いなどが把握しづらい。
当初からエディターの中では早々と Unicode に対応したり、現在の Jedit Ω ではデータのソートでも基準となる言語を選べたりなど、多言語エディタとしては他に類を見ない機能を有している。
姉妹エディタとして日本語原稿執筆に特化し、かつアウトライン機能に EPUB 出力機能も備えた Hagoromo がある。

## 歴史

### Jedit
Jedit (1.0) はパソコン通信ソフトJtermの付属的ソフトとしてフリーウェアとしてリリース。フリーソフトウェア大賞(FSP)、アプリケーション部門賞を受賞し、その後、単独のアプリケーションとしてシェアウェア化。

### Jedit2
Jedit2は、UGCフリーウェア / シェアウェアアワード国内フリーウェア部門第1位を受賞。

### Jedit3
Jedit3、MacPower Product of the Year 2000、ソフトウェア／読者賞を受賞。

### Jedit4
Jedit4、MacFan MVP 2000 ソフトウェア部門賞を受賞。
Jedit4ではCarbonにてMac OS Xネイティブ対応。

### Jedit X
Mac OS X専用として開発された新生Jeditは、すべてをCocoaで作り直し、名前はJedit Xと変更。新たにJedit X 1.0とバージョン番号を仕切り直す。
2005年、Jedit X Rev.1.29にてUniversal Binary化。intel CPUを搭載したMacでもネイティブに動作可能となる。
2006年、これまで単体アプリケーションとして開発されていたHTMLエディタJCheckerを、Jedit Xのプラグインとしてリリース。Jedit Xのテキストエディタ機能をそのまま使いながら、HTMLのチェック、自動修正などが可能となる。

### Jedit X Rev.2
2008年、Jedit Xのメジャーアップグレード、Jedit X Rev.2をリリース。タブによる複数書類編集機能、ファイルドロワ機能、入力補完機能、スマートインデックス機能など、多数の機能を搭載。
2009年、Jedit X Rev.2用プラグイン JDiff Xをリリース。Jedit X で編集中の2つの書類の差異をわかりやすく対照表示可能。Mac OS X の Time Machine バックアップ書類との比較も対応。

### Mac App Store 版 Jedit X
2011年1月6日、 Mac App Store公開とともに、Mac App Store版Jedit X Standardをリリース。基本機能はオリジナル版（Web版）と同じだが、プラグインによる機能拡張に未対応。
2011年3月21日、Jedit X Plusをリリース。Jedit X Standardに、JChecker XとJDIff Xを最初から組み込んだバージョン。
2014年11月27日、Mac App Store 版 Jedit Xの公開を中止。Mac App Store側のレギュレーション変更に伴い、Jedit Xに大幅な書き直しが求められたため。Web版は今後も利用可能。また、Mac App Storeで購入したユーザもライセンス登録なしにWeb版を利用可能。

### Jedit Ω
2017年8月4日、「Jedit Ω（ジェイエディット・オメガ）」がリリース。Jedit 2以降、シェアウェアとしてリリースされてきたが、Jedit Ωは、基本機能は無料となり、pro版のライセンスコードを購入して入力することで、すべての機能が利用できるようになった。
2020年11月25日、Universal Binary化で、M1 MacおよびmacOS 11 Big Surに正式対応。

### Mac App Store 版 Jedit Ω
2020年9月11日、Mac App Store版Jedit Ωをリリース。機能はWebダウンロード版とほぼ同等。
主なpro機能
- 高度な検索パネル
- 書類の比較
- 構文カラーリング
- ツール機能

## 主な機能

### インターフェイス
ページ表示
ページ表示、ウインドウ表示の切替可能。
ページ表示時は、原稿用紙のような罫線表示などユーザが任意に罫線をデザインできる。
タブ
ワンウインドウ内に複数の書類を同時に展開できるタブ機能。タブの移動や分離、ダブルクリックによるタブの独立ウインドウ化などが実行可能。
Jedit X Rev.2より搭載。
ファイルドロワ
Finderのひとつのフォルダをドロワ上に表示することで、Finderと切り替えずとも簡易にファイルを開くことが可能。
Jedit X Rev.2より搭載。 Jedit Ωでは未搭載。
キーバインド
ショートカットキーの編集可能。

### テキスト編集
エンコーディング
Unicodeなど多数のエンコーディングに柔軟に対応。
正規表現
正規表現による検索・置換に対応。正規表現エンジンは鬼車を搭載。
正規表現の構文は、Rubyほか8種類の構文から選択可能。
検索・置換
同時に複数の単語を一括検索、一括置換可能。
複数のファイルにも対応。
入力補完機能
構文カラーリングをもとに入力を自動補完。
プリフィクス編集
プリフィクスの付加、除去などに対応。
カラーリング
構文カラーリング対応。構文カラーリングの設定をファイルとして書き出し、読み込みに対応。
ライブラリとしてアートマン21のWebサイトで公開されている。
AppleScript・Automator
作業自動化のために、AppleScriptとAutomatorをサポートする。
JHTMLはAppleScriptで開発されている。

### ファイル編集
スマートインデックスメニュー
Jedit X Rev.2より搭載。半自動的にインデックスを作成する機能。
ブックマーク
書類内のブックマークを記録、管理。タブで表示される。
禁則処理
行頭禁則文字、行末禁則文字などを任意に編集。
Spotlightメタデータ対応
Mac OS X Tigerより搭載されたSpotlightに対応するメタデータを任意に編集。
ウインドウ属性の保存
ウインドウサイズ、ウインドウ位置、スクロール位置とキャレット位置などのウインドウ属性の保存対応。

### HTML編集
リッチテキストのHTML保存
リッチテキスト書類をHTMLファイルとして保存対応。
テーブル作成
新規table作成、csvファイルを読み込んでのtableタグへの変換など。
リスト作成
新規リストタグ（<li>など）の作成。
HTMLの実体参照
著作権表示記号©を、HTML用の表記&copy;などに自動変換機能。
URLからのファイルオープン
URLを入力、またはブラウザからURLをドラッグ＆ドロップで、該当のWebページのHTMLを直接開くことが可能。
ブラウザ確認
任意のブラウザでの閲覧確認。ブラウザの登録も可能。

### 印刷
不可視文字の印刷
不可視文字の印刷に対応。

## 対応フォーマット
Jedit Ωの対応フォーマット
- プレーンテキスト(TXT)
- リッチテキスト(RTF)
- 添付書類付きリッチテキスト(RTFD)
- OpenDocumentワープロ(ODT)
- Microsoft Word(DOC)
- Microsoft Word 2007(DOCX)
- HyperText Markup Language(HTML)
- Jedit4
- SimpleText書類

## 付属プログラム
Jedit Xには編集補助用アプリケーションが付属されている。
- FindWithStyle（スタイル付き検索置換）
- JHTML X（HTMLタグ編集）

## 有料プラグイン
Jedit X、Jedit X Rev.2ではプラグインによる機能拡張をサポートしている。
- JChecker X（HTML 作成支援）

- JDiff X（書類比較）

## リリース履歴
- 1995年 Jedit
- 1997年 Jedit 2
- 2000年 Jedit 3
- 2001年 Jedit 4
- 2004年 Jedit X
- 2006年 Jedit X用プラグイン JChecker X Rev.1
- 2008年 Jedit X Rev.2
- 2008年 Jedit X Rev.2用プラグイン JChecker X Rev.2
- 2009年 Jedit X Rev.2用プラグイン JDiff X
- 2017年 Jedit Ω